# Chrysopa rossa
Chrysopa rossa är en insektsart som beskrevs av Navás 1924. Chrysopa rossa ingår i släktet Chrysopa och familjen guldögonsländor. Inga underarter finns listade i Catalogue of Life.